# Dolichopeza schmidi
Dolichopeza schmidi är en tvåvingeart som beskrevs av Alexander 1968. Dolichopeza schmidi ingår i släktet Dolichopeza och familjen storharkrankar. Inga underarter finns listade i Catalogue of Life.